# Aaron Boone
Aaron John Boone, född den 9 mars 1973 i La Mesa i Kalifornien, är en amerikansk professionell basebolltränare och före detta -spelare som är huvudtränare för New York Yankees i Major League Baseball (MLB).

## Spelarkarriär
Boone draftades av Cincinnati Reds 1994 som 72:a spelare totalt. Han spelade för Cincinnati Reds (1997–2003), New York Yankees (2003), Cleveland Indians (2005–2006), Florida Marlins (2007), Washington Nationals (2008) och Houston Astros (2009). 2004 var han skadad hela säsongen.
Boone togs ut till en all star-match (2003) och är som spelare mest ihågkommen för sin walk-off homerun i botten av elfte inningen i den sjunde och avgörande matchen i finalen i American League, American League Championship Series (ALCS), samma år mellan Boones klubb New York Yankees och ärkerivalen Boston Red Sox.
Efter den aktiva spelarkarriären arbetade Boone som expertkommentator fram till 2017.

## Tränarkarriär
Inför 2018 års säsong utsågs Boone till huvudtränare för New York Yankees efter att Joe Girardi fått sparken, trots att Boone inte hade några som helst erfarenheter från tränaryrket.